# Boulevard de Denain
Le boulevard de Denain est une voie située au 10e arrondissement de Paris.

## Situation et accès
Le boulevard de Denain est une voie publique située dans le 10e arrondissement de Paris. D'une longueur de 110 mètres et d'une largeur de 30 mètres, il débute au 114, boulevard de Magenta et se termine au 23, rue de Dunkerque.
Le boulevard de Denain est l'un des principaux accès à la gare de Paris-Nord et est desservi par les lignes 4 et 5 par la station de métro Gare du Nord. Il est également desservi par les lignes RER B, D et E.

## Origine du nom
Le nom de la voie fait référence à la ville de Denain et à la bataille qui s'y déroula le 24 juillet 1712.

## Historique
La rue est ouverte, sur l'ancien clos Saint-Lazare, par ordonnance royale du 31 janvier 1827 qui indique : 
Dénommée « rue de la Barrière-Saint-Denis », elle deviendra « rue de Denain », puis « avenue de Denain » en 1847 et enfin « boulevard de Denain » en 1859.
Dans la nuit du vendredi au samedi 9 mars 1968, un officier de police, Bernard Barboux, 54 ans, était abattu par un petit truand, Daniel Estermann, âgé de 23 ans. Ce dernier était surpris avec son complice, Jean Tamisier, 24 ans, en train de fracturer un bureau de change se trouvant au no 5 du boulevard.

## Bâtiments remarquables et lieux de mémoire